# Xeranthemum inapertum
Xeranthemum inapertum — вид квіткових рослин з родини айстрових (Asteraceae).

## Поширення
Це середземноморський вид: Південна Європа, Північна Африка, Західна Азія.

## Галерея

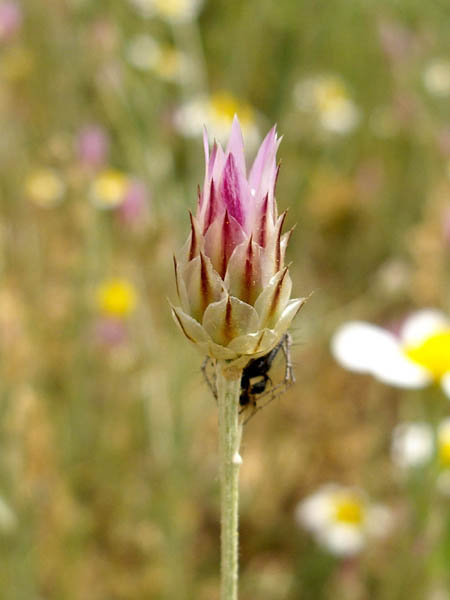
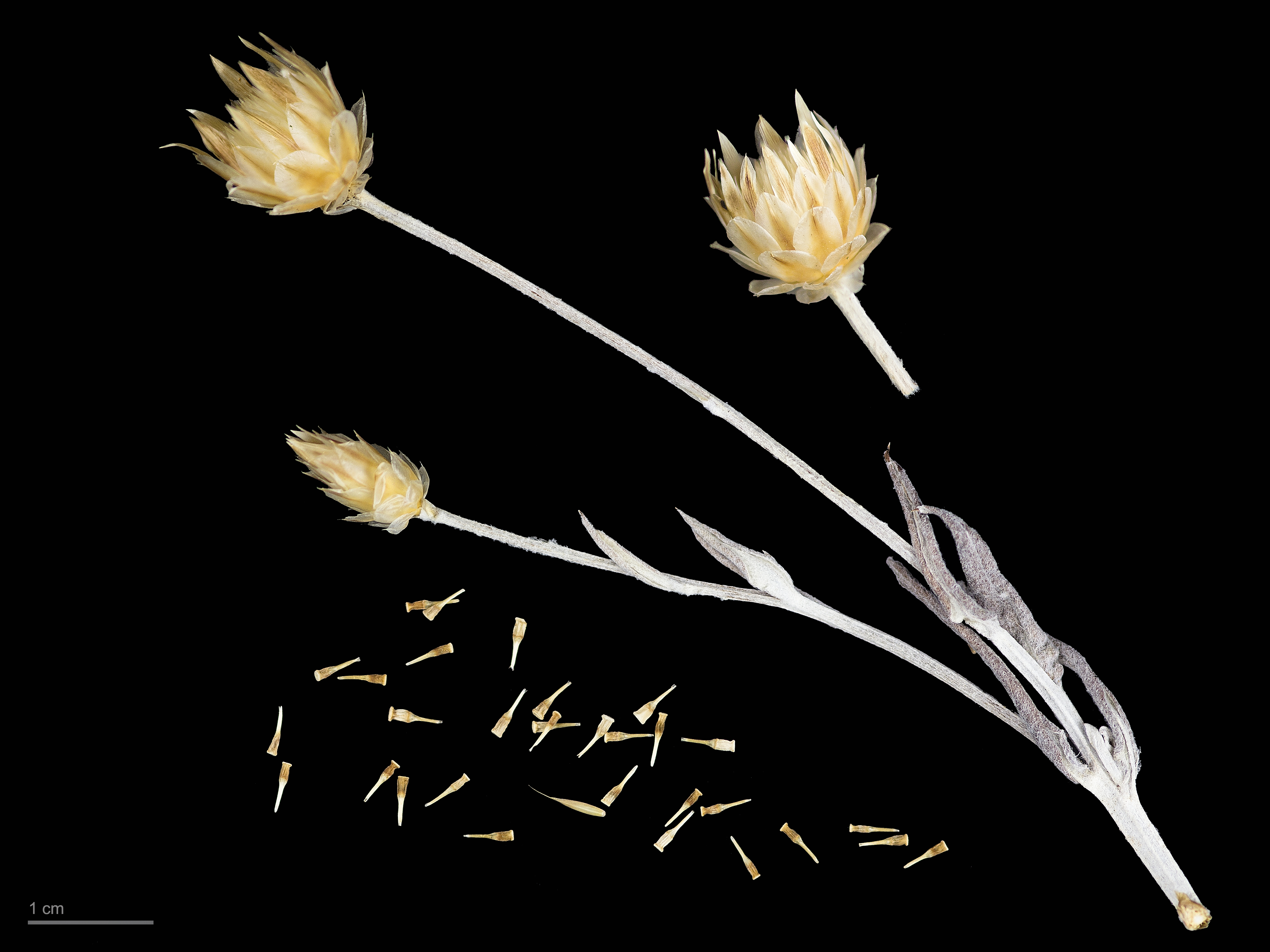